# WTA Tour Championships 2008
Il WTA Tour Championships 2008 (conosciuto anche come Sony Ericsson Championships) è stato un torneo di tennis che si è giocato a Doha, in Qatar dal 4 al 9 novembre su campi in cemento. È stata la 38ª edizione del torneo di fine anno di singolare, 33a del torneo di doppio. Per la prima volta il Khalifa International Tennis Complex ha ospitato il WTA Tour Championships. Il Masters femminile ha visto in campo a partire le migliori otto giocatrici della stagione. Come sempre sono state divise in due gironi (che prevedono la formula del round robin) - caratterizzati dai colori della bandiera del Qatar

## Campionesse

### Singolare
Venus Williams ha battuto in finale  Vera Zvonarëva con il punteggio di 6(5)–7, 6–0, 6–2

### Doppio
Cara Black /  Liezel Huber hanno battuto in finale  Květa Peschke /  Rennae Stubbs con il punteggio di 6–1, 7–5

#### Giocatrici del singolare
- Jelena Janković (4786)
- Dinara Safina (3823)
- Serena Williams (3681)
- Elena Dement'eva (3400)
- Ana Ivanović (3353)
- Vera Zvonarëva (2626)
- Svetlana Kuznecova (2623)
- Venus Williams (2522)

#### Riserve del singolare
- Agnieszka Radwańska (2256)
- Nadia Petrova (1914)

#### Giocatrici non partecipanti
- Marija Šarapova (2515)

#### Giocatrici del doppio
- Cara Black /  Liezel Huber (6158)
- Anabel Medina Garrigues /  Virginia Ruano Pascual (2809)
- Květa Peschke /  Rennae Stubbs (2614)
- Ai Sugiyama /  Katarina Srebotnik (2542)